# Escola neoplatònica d'Alexandria
L'Escola d'Alexandria o Escola neoplatònica d'Alexandria va ser un corrent de filosofia que es va desenvolupar a l'Egipte hel·lenístic i romà entre els segles iii i VII dC, caracteritzada per la tendència a l'erudició i al sincretisme entre idees filosòfiques (preses del neoplatonisme i la filosofia d'Aristòtil) i religioses (procedents del gnosticisme i el cristianisme). La seva activitat va concloure amb la conquesta musulmana d'Egipte l'any 640.
Els noms més coneguts d'aquesta escola són Hipàcia, Sinesi de Cirene i Olimpiòdor. Altres membres de la mateixa són Hièrocles d'Alexandria, Hermeia d'Alexandria, Amoni de Hermia, Joan Filopò, Asclepi el Jove, Alexandre de Licòpolis, Esteve d'Alexandria, Asclepiodot d'Alexandria, Nemesi i Joan Lidos.
Aquesta escola filosòfica no ha de confondre's amb: 1) l'escola filològica d'Alexandria, a la qual pertany per exemple Aristarc de Samotràcia, cinquè bibliotecari del Museu d'Alexandria (217-143 aC); 2) el platonisme mitjà o platonisme eclèctic defensat per Eudor d'Alexandria (any 40 dC); 3) l'escola catequística d'Alexandria, escola d'exègesi cristiana a la qual pertanyen, entre d'altres, Clement d'Alexandria i Orígens, i alternament Filó d'Alexandria ; 4) l'escola neoplatònica d'Atenes, fundada per Plutarc d'Atenes cap a l'any 400, que va aconseguir el seu apogeu amb Proclo i va arribar a la seva fi amb Damasci i Simplici l'any 529.